# Groupe de Prüfer

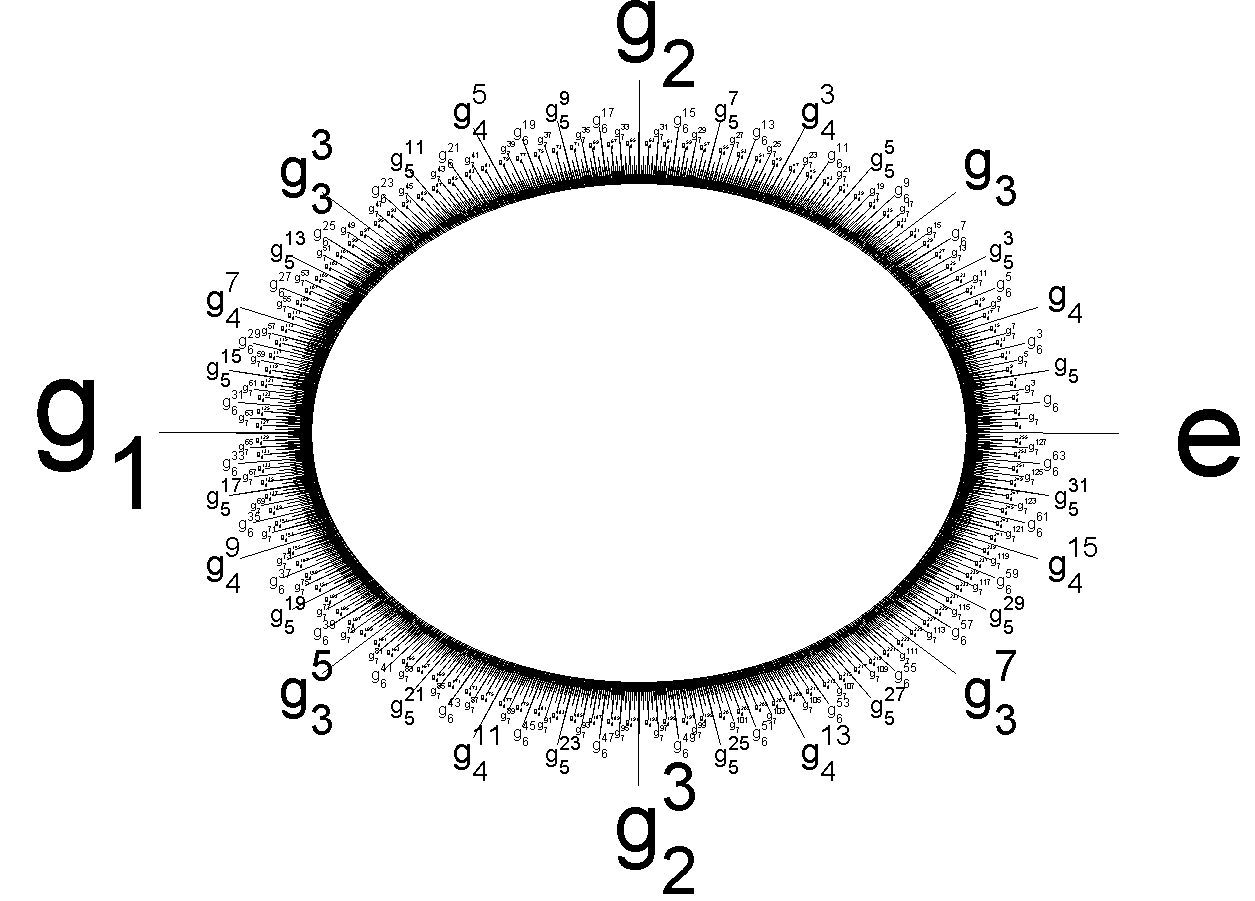
Représentation du groupe de Prüfer pour sur un cercle unité du plan complexe.

En mathématiques, et plus particulièrement en théorie des groupes, on appelle p-groupe de Prüfer, ou encore groupe p-quasi-cyclique, pour un nombre premier p donné, tout groupe isomorphe au groupe multiplicatif
{\displaystyle \mathbf {C} _{p^{\infty }}=\{\exp(2\pi in/p^{m})\mid n\in \mathbf {Z} ,m\in \mathbf {N} \}}
formé par les racines complexes de l'unité dont les ordres sont des puissances de p.
C'est donc un p-groupe abélien dénombrable.
Les p-groupes de Prüfer étant isomorphes entre eux, on parle volontiers « du » p-groupe de Prüfer, sans en préciser un en particulier. Nous dirons qu'un groupe G est un groupe de Prüfer s'il existe un nombre premier p tel que G soit un p-groupe de Prüfer.
Les p-groupes de Prüfer sont ainsi nommés en l'honneur du mathématicien Heinz Prüfer.

## Définitions équivalentes
Soient p un nombre premier et G un groupe. Chacune des cinq propriétés suivantes équivaut à ce que G soit un p-groupe de Prüfer (et chacune de ces propriétés peut donc servir de définition aux p-groupes de Prüfer) :
a) G est isomorphe au quotient {\displaystyle \mathbf {Z} [1/p]/\mathbf {Z} ,} où {\displaystyle \mathbf {Z} [1/p]} désigne le sous-groupe de (Q, +) formé par les nombres de la forme {\displaystyle n/p^{m}}, avec {\displaystyle n\in \mathbf {Z} ,m\in \mathbf {N} }.
Justification. L'homomorphisme {\displaystyle \mathbf {Z} [1/p]\rightarrow \mathbf {C} _{p^{\infty }}:q\mapsto \exp(2\pi iq)} est surjectif et admet {\displaystyle \mathbf {Z} } pour noyau.
b) G est isomorphe à un quotient F/R, où F est un groupe abélien libre (c'est-à-dire un Z-module libre) admettant une base infinie dénombrable {\displaystyle \{\ a_{0},a_{1},\ldots a_{n},\ldots \}} et R le sous-groupe de F engendré par {\displaystyle \{\,pa_{0},a_{0}-pa_{1},a_{1}-pa_{2},\ldots a_{n}-pa_{n+1},\ldots \}}.
c) G admet une présentation
{\displaystyle \langle x_{1},x_{2},\dots |x_{1}^{p}=1,x_{2}^{p}=x_{1},x_{3}^{p}=x_{2},\dots \rangle .}
Justification. Soient L un groupe libre (non abélien) admettant une base infinie dénombrable {\displaystyle \{\ c_{0},c_{1},\ldots c_{n},\ldots \}} et S le sous-groupe normal de L engendré par {\displaystyle \{c_{0}^{p},c_{0}c_{1}^{-p},c_{1}c_{2}^{-p},\ldots c_{n}c_{n+1}^{-p},\ldots \}}. Pour tout nombre naturel i, soit {\displaystyle x_{i}} l'image canonique de {\displaystyle c_{i}} dans L/S. Il est clair que, sur deux {\displaystyle x_{i}}, il y en a toujours un qui est puissance de l'autre, donc les {\displaystyle x_{i}} commutent entre eux. Puisqu'ils engendrent L/S, L/S est donc abélien, autrement dit S contient le groupe dérivé D(L) de L. Dès lors, d'après le troisième théorème d'isomorphisme, L/S est isomorphe à (L/D(L))/(S/D(L)). Or L/D(L) est un groupe abélien libre (comme groupe abélien) admettant comme base les images {\displaystyle \{\ d_{0},d_{1},\ldots d_{n},\ldots \}} dans L/D(L) des éléments {\displaystyle \{\ c_{0},c_{1},\ldots c_{n},\ldots \}}, et S/D(L) est le sous-groupe de L/D(L) engendré par {\displaystyle \{d_{0}^{p},d_{0}d_{1}^{-p},d_{1}d_{2}^{-p},\ldots d_{n}d_{n+1}^{-p},\ldots \}}. On conclut à l'aide du point b).
d) G admet une famille génératrice {\displaystyle \ (a_{n})_{n\in \mathbf {Z} }} telle que {\displaystyle \ a_{0}\not =1}, {\displaystyle \ a_{0}^{p}=1} et {\displaystyle \ a_{n+1}^{p}=a_{n}} pour tout {\displaystyle n\geq 0}.
e) G est réunion d'une suite ascendante infinie {\displaystyle C_{0}\leq C_{1}\leq \ldots \leq C_{n}\leq \ldots } où, pour chaque indice n, Cn est un groupe cyclique d'ordre pn.

## Propriétés diverses
- Tout sous-groupe propre d'un groupe de Prüfer est cyclique et, en particulier, fini (par sous-groupe propre d'un groupe G, on entend ici un sous-groupe de G distinct de G, et par groupe cyclique, on entend ici groupe monogène fini). Pour tout nombre naturel n, le p-groupe de Prüfer admet un et un seul sous-groupe d'ordre pn. L'ensemble des sous-groupes d'un groupe de Prüfer est bien ordonné par inclusion. Cet ensemble ordonné n'est pas noethérien[6].
- Le p-groupe de Prüfer est le seul p-groupe abélien infini dont tous les sous-groupes propres sont cycliques.
- Les groupes de Prüfer sont les seuls groupes abéliens infinis dont tous les sous-groupes propres sont finis.
- Un groupe abélien infini G est un groupe de Prüfer si et seulement s'il est isomorphe à G/H pour tout sous-groupe propre H de G[7].

Les groupes de Prüfer sont divisibles. Leur importance vient du théorème suivant :

Tout groupe abélien divisible est somme directe d'une famille (finie ou infinie) de groupes dont chacun est un groupe de Prüfer ou un groupe isomorphe au groupe additif des nombres rationnels.
 Par exemple, le groupe additif Q/Z est somme directe de ses sous-groupes de Sylow, qui ne sont autres que les groupes de Prüfer (pour chaque nombre premier).